# Piast le Charron
Piast le Charron (en polonais Piast Kołodziej) est un personnage légendaire du IXe siècle, fondateur de la dynastie Piast qui gouverna le royaume de Pologne au Moyen Âge.  
Selon la chronique de Gallus Anonymus écrite au début du XIIe siècle et qui en fait la première mention, Piast, le fils de Chościsko, était un modeste charron de Gniezno. 

## Le mythe fondateur de la dynastie royale
Au cours des siècles, la légende de l'ancêtre des premiers rois polonais subit de significatives transformations et Piast devient la personnification même de l'idéal du paysan travailleur fidèle à sa terre natale. Selon la version, rapportée par l'historien Joachim Lelewel au XIXe siècle, Popiel, qui gouvernait le pays de son palais à Kruszwica érigé au bord du lac Gopło, était un homme cruel. Un jour, deux pèlerins vinrent lui demander l’hospitalité mais le prince les chassa.  
Ceux-ci trouvèrent alors refuge chez un simple villageois nommé Piast, charron de métier, et sa femme Rzepicha, qui ce jour-là donnaient un festin splendide à l'occasion de la cérémonie de la tonsure de son fils. C’était un rite païen qu’on pratiquait lorsqu’un enfant arrivait à l'âge de sept ans. Invités à cette fête, les pèlerins coupèrent les cheveux du fils de Piast selon la tradition et lui donnèrent le nom de Siemovit (en polonais Ziemowit, du mot ziemia, « la terre ») en prédisant qu’il monterait un jour sur le trône. Les deux hôtes persuadèrent Piast d’inviter également le prince Popiel à venir partager le repas dans sa cabane. Bien que les convives fussent très nombreux, il ne manqua rien à Piast car les pèlerins firent un tel miracle qu’une petite mesure d’hydromel fut si multipliée qu’on en remplit tous les vases, et que la viande d’un seul porc remplit un tonneau entier. 

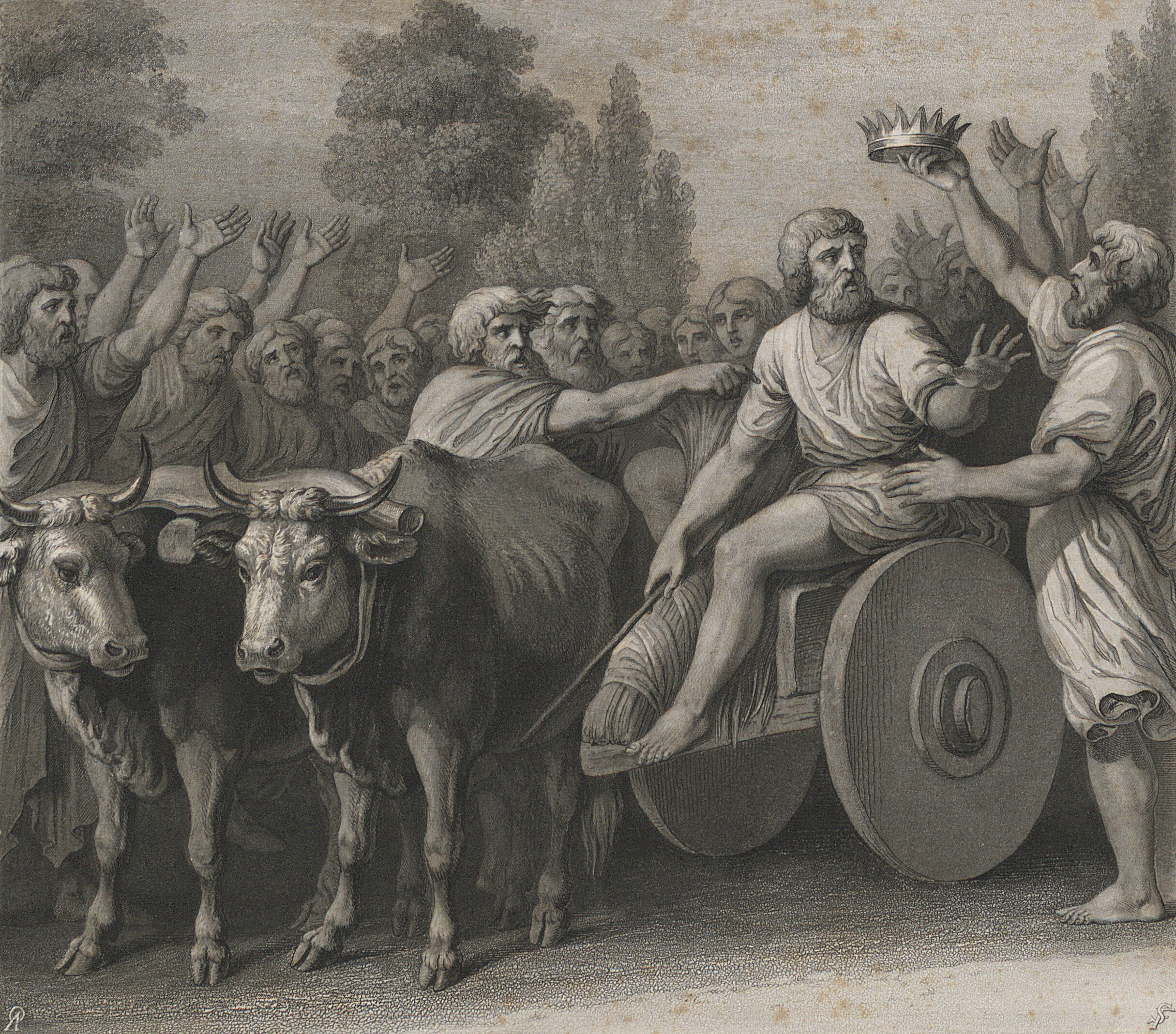
Piast est élu prince.

À l’instigation de sa femme, d’origine allemande, qui craignait que ses fils puissent être écartés du pouvoir par leurs oncles, Popiel, feignant une maladie mortelle, les convia tous ses parents afin de faire part de ses dernières volontés. Mais à l’occasion d’un repas il les fit empoisonner. De leurs cadavres, jetés dans le lac Gopło, sortit une multitude de rats et de souris qui se dirigèrent vers le palais de Popiel. Tous les courtisans prirent la fuite alors que Popiel avec sa femme et ses deux fils se réfugièrent dans une tour. Mais les rats et les souris réussirent à pénétrer dans la tour et dévorèrent Popiel et sa famille. Ainsi se termina la dynastie des Popielides. 
Les sujets de Popiel se rassemblèrent alors en diète pour choisir un nouveau prince. Ils donnèrent la couronne au charron Piast. Ce Piast fut le premier représentant de la dynastie du même nom. Son fils Siemovit succéda au prince Popiel en tant que chef de la tribu des Polanes. 

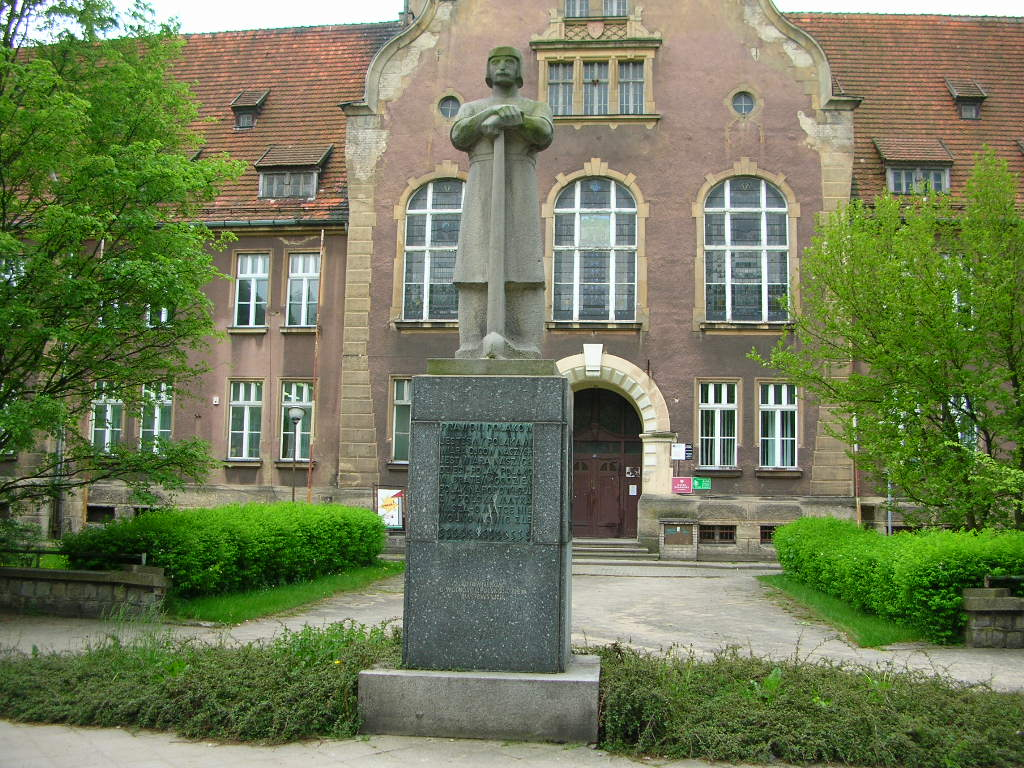
Piast le Charron.

## Cinéma
- Stara Baśń. Kiedy Słońce było bogiem (Une Vieille Fable. Quand le soleil était un dieu), film de Jerzy Hoffman (2003) d'après le roman Stara baśń de Józef Ignacy Kraszewski.